# João Guimarães Rosa
João Guimarães Rosa (ur. 27 czerwca 1908 w Cordisburgo, zm. 19 listopada 1967 w Rio de Janeiro) – brazylijski prozaik, często uważany za najwybitniejszego dwudziestowiecznego pisarza brazylijskiego.
Guimarães Rosa z wykształcenia był lekarzem, przez wiele lat pracował jako zawodowy dyplomata. Wykazywał wyjątkowy talent do języków, mówił lub czytał w kilkunastu. Literacką sławę zyskał dzięki opublikowaniu w 1956 opowiadań z cyklu Corpo de Baile i powieści Wielkie pustkowie (Grande Sertão: Veredas), rozgrywającej się wśród brazylijskich bandytów (jagunço) na tle sertão – rozległego, nieurodzajnego lub pokrytego dżunglą płaskowyżu.
W swej twórczości mieszał wątki realistyczne z ludową tradycją i metafizycznymi rozważaniami.
W 2008 został pośmiertnie odznaczony Krzyżem Wielkim brazylijskiego Orderu Zasługi dla Kultury.